# Det största äventyret
Det största äventyret var ett svenskt reality-TV-program som hade premiär 4 januari 2014 med Peter Jidhe som programledare i TV4. I tredje säsongen är också Erik Thorstvedt programledare.

## Programmet
I varje avsnitt tävlar två lag, blåa och röda laget som består av fyra till fem kändisar i varje lag. I början av varje program transporteras lagen med ögonbindel till en hemlig plats i vildmarken. Efter att de fått kliva av transporten ska lagen ta sig så snabbt som möjligt till en civilisation, i detta fall en plats definierat som en plats med elektricitet där de kan ladda den medhavda telefonen.  Det lag som ringer programledaren först vinner deltävlingen och det lag som förlorar möts i en utslagstävling där de tävlar om vem som ska få lämna tävlingen. I finalen tävlar alla deltagare individuellt och den som lyckas bäst med uppdragen blir "Årets äventyrare". Alla deltagare övervakas genom GPS och har regelbunden kontakt med programledaren för att få rapporter. Varje lag har också med sig en person från lokalbefolkningen som känner till området och ger dem råd. Programledaren har med sig en expert på området för att ge tittarna information om området där deltagarna befinner sig.

## Säsonger

### Säsong 1
Det röda laget bestod av Thomas Wassberg, Magnus Wislander, Robert Kronberg och Louise Karlsson. Det blå laget bestod av Per Elofsson, Tomas Gustafson, Erica Johansson och Sofia Mattsson.  Inspelningen startade den 22 september 2013, hade premiär på TV4 den 4 januari 2014 och avslutades den 25 januari 2014. Vinnare i första säsongen blev Magnus Wislander.

#### Program 1
Det första programmet sändes 4 januari 2014. Startpunkten var i Durango, Mexiko. Närmaste målet låg 21 km österut. Det blåa laget tog sig först till civilisationen och staden El Carmen. Det röda laget möttes i en utslagningstävling som förlorades av Robert. Första duellen vanns av Magnus, andra av Louise och tredje av Thomas.

#### Program 2
Det andra programmet sändes 11 januari 2014. Startpunkten var vid Mount Saint Elias, Alaska. Närmaste målet låg 24 km västerut, i staden McCarthy. Det blåa laget tog sig först till civilisationen och staden McCarthy. Det röda laget möttes i en utslagningstävling som förlorades av Louise. Första duellen vanns av Thomas och andra av Magnus.

#### Program 3
Det tredje programmet sändes 18 januari 2014. Startpunkten var i Endau Rompin, Malaysia. Närmaste målet låg 12 km norrut, i byn Peta. Tävlingen fick avbrytas eftersom det tog för lång tid för deltagarna att komma närmare civilisation. Det blev istället en duell mellan alla deltagare. Den första duellen var en frågetävling. Första frågan svarade Erica och Magnus fel på. Andra frågan klarade deltagarna och tredje frågan klarade bara Thomas som därmed tog sig till finalen. Den andra duellen vanns av Magnus och Tomas, tredje duellen vann Erica och fjärde duellen vann Per. Sofia fick därför lämna tävlingen.

#### Program 4
Det fjärde programmet sändes 25 januari 2014. Startpunkten var i Namibia, Skelettkusten. Den närmaste civilisationen låg 33 km österut och var en flygplats. Det blåa laget vann och det röda laget möttes i en duell som Magnus vann och Thomas blev utslagen.
De kvarvarande tävlande möttes i en individuell finaltävling som startade 18:22. Deras uppdrag var att gå så långt söderut som möjligt tills de fick ett meddelande från programledaren. De skulle också ha koll på klockan. De tävlande fick en poäng för varje kilometer de gick och ett avdrag för varje grad som var fel. I finalen ställdes även frågan vad klockan var, den var 13:09 och för var tionde minut som var fel fick deltagarna ett poängsavdrag. Vinnare blev Magnus med 18 poäng.
| Namn   | Längd | Grader | Klockan | Poäng |
| ------ | ----- | ------ | ------- | ----- |
| Erica  | 18 km | -10°   | 14:10   | 1     |
| Magnus | 22 km | -3°    | 13:12   | 18    |
| Per    | 23 km | -5°    | 13:15   | 17    |
| Tomas  | 23 km | -5°    | 12:18   | 12    |

### Säsong 2
Det röda laget bestod av Malin Moström,  Anna Le Moine, Per Carlén, Pelle Fosshaug och Anders Limpar. Det blå laget bestod av Marianne Berglund, Susanne Gunnarsson, Sven Nylander, Linus Thörnblad och Lassi Karonen. Säsongen hade premiär på TV4 den 13 december 2014 och avslutades den 24 januari 2015. Vinnare i andra säsongen blev Anders Limpar.

#### Program 1
Det första programmet sändes 13 december 2014. Startpunkten var i Eldslandet, Sydamerika. Närmaste målet låg 33 km nordöst. Det röda laget tog sig först till civilisationen och det blåa laget möttes i en utslagningstävling som förlorades av Linus. Första duellen vanns av Sven, andra av Susanne och tredje av Lassi och Marianne.

#### Program 2
Det andra programmet sändes 20 december 2014. Startpunkten var i Quebrada del Yeso, Argentina. Närmaste målet låg 36 km nordöst. Det blåa laget tog sig först till civilisationen, Vinchina. Det röda laget möttes i en utslagningstävling som förlorades av Malin. Första duellen vanns av Pelle, andra av Anna och tredje av Per och Anders.

#### Program 3
Det tredje programmet sändes 27 december 2014. Startpunkten var i Entre Ríos, Argentina. Närmaste målet låg 12 km nordöst. Det blåa laget tog sig först till civilisationen och det röda laget möttes i utslagningstävlingen som förlorades av Per. Första duellen vanns av Anna, andra av Pelle och tredje av Anders.

#### Program 4
Det fjärde programmet sändes 3 januari 2015. Startpunkten var i Himalaya, Nepal. Närmaste målet låg 12 km söderut. Anna och Sven kunde inte tävla första dagen på grund av sjukdom utan började medverka under andra dagen. Det blåa laget tog sig först till civilisationen. Det röda laget möttes i en utslagningstävling som förlorades av Anna. Första duellen vanns av Pelle och den andra av Anders.

#### Program 5
Det femte programmet sändes 10 januari 2015. Startpunkten var i Aberdares, Kenya. Närmaste målet låg 10 km norrut. Tävlingen fick avbrytas eftersom det tog för lång tid för deltagarna att komma närmare civilisation. Det blev istället en duell mellan alla deltagare. Den första duellen var en frågetävling. Första frågan svarade Susanne och Anders fel på. Andra frågan svarade Marianne fel på och tredje frågan var en utslagsfråga som vanns av Pelle och Sven mot Lassi. Andra duellen vann Lassi, tredje vann Anders och Susanne. Marianne fick därför lämna tävlingen.

#### Program 6
Det sjätte programmet sändes 17 januari 2015. Startpunkten var i Il Ngwesi, Kenya. Närmaste målet låg 36 km sydöst. Det röda laget tog sig först till civilisationen och det blåa laget möttes i en utslagningstävling som förlorades av Sven. Första duellen vanns av Lassi och den andra av Susanne.

#### Program 7
Det sjunde programmet sändes 24 januari 2015.  Tävlingen inleddes med en duell där de tävlande hade 30 minuter på sig att ta sig till Peter som fanns längre ner i en flod och bygga ett monument. Den som byggde det kortaste monumentet efter 10 minuter åkte ut vilket blev Pelle. Efter ytterligare 10 minuter åkte Susanne ut då hennes var kortast, efter ytterligare 10 minuter åkte Anders ut och Lassi kom till final. I andra duellen  skulle deltagarna hämta vatten och koka det upp till 96 grader, vinnare blev Pelle. Tredje duellen var en frågesport som Anders vann mot Susanne som fick lämna tävlingen.
I finalen som ägde rum i Ilengresi skulle Anders, Lassi och Pelle gå så långt norrut som möjligt tills de fick ett meddelande av programledaren vilket var efter sex timmar. De skulle också ha koll på klockan. De tävlande fick en poäng för varje kilometer de gick och ett avdrag för varje grad som var fel. I finalen ställdes även frågan vad klockan var, den var 15:44 och för var tionde minut som var fel fick deltagarna ett poängsavdrag. Vinnare blev Anders med 16 poäng.
| Namn   | Längd | Grader | Klockan | Poäng |
| ------ | ----- | ------ | ------- | ----- |
| Anders | 23 km | -4°    | 16:09   | 16    |
| Pelle  | 19 km | -9°    | 16:30   | 5     |
| Lassi  | 25 km | -20°   | 15:04   | 1     |

### Säsong 3
Det svenska laget består av Ara Abrahamian, Patrik Andersson, Peter Forsberg, Emma Johansson, Anna Lindberg och Josefine Öqvist. Det norska laget består av John Arne Riise, Espen Bredesen, Anette Bøe, Vibeke Skofterud, Cathrine Larsåsen och Knut Holmann. Säsongen har premiär på TV4 den 11 april 2017.

#### Program 1
Det första programmet sändes 11 april 2017. Startpunkten var i Lekurruki, Kenya. Närmaste målet låg 21 km söderut. Norge fick 30 minuter försprång efter vunnit en dragkamp. Det svenska laget tog sig först till civilisationen och det norska laget möttes i utslagningstävlingen som förlorades av Cathrine. Första duellen vanns av Vibeke och John Arne, andra av Knut och Espen och tredje av Anette.

#### Program 2
Det andra programmet sändes 18 april 2017. Startpunkten var i Mukogodo Forest, Kenya. Närmaste målet låg 10,5 km österut. Norge fick 30 minuters försprång efter att ha vunnit en skyttetävling.  Det svenska laget tog sig först till civilisationen och det norska laget möttes i utslagningstävlingen som förlorades av Espen. Första duellen vanns i ordning av John Arne, Knut och Anette och andra av Vibeke.

#### Program 3
Det tredje programmet sändes 25 april 2017. Startpunkten var i Borana, Kenya. Närmaste målet låg 11,5 km nordost. Sverige fick 30 minuters försprång efter att ha vunnit en stafettävling. Det norska laget tog sig först till civilisationen och det svenska laget möttes i utslagningstävlingen som förlorades av Josefine. Första duellen vanns i ordning av Peter, Patrik, Anna, Emma och andra av Ara.

#### Program 4
Det fjärde programmet sändes 2 maj 2017. Startpunkten var i Shurdega, Kenya. Närmaste målet låg 11 km från startpunkten. Sverige fick 30 kg mindre vikt efter att ha vunnit en tävling i bygga högst torn. Det svenska laget tog sig först till civilisationen och det norska laget möttes i utslagningstävlingen som förlorades av Anette. Första duellen vanns i ordning av Knut och Vibeke och andra av John Arne.

#### Program 5
Det femte programmet sändes 9 maj 2017. Startpunkten var i Bardia nationalpark, Nepal. John Arne har avbrutit tävlingen efter fått en ryggskada och Anette ersätter honom. Norge fick 30 minuters försprång efter att ha vunnit ett flottrace. Närmaste målet låg 12 km sydväst från startpunkten. Det norska laget tog sig först till civilisationen och det svenska laget möttes i utslagningstävlingen som förlorades av Emma. Första duellen vanns i ordning av Patrik och Ara och andra av Anna och Peter.

#### Program 6
Det sjätte programmet sändes 13 maj i Norge och 16 maj 2017 i Sverige. Startpunkten var i Karnalifloden, Nepal. Sverige fick 30 minuters försprång efter att varit närmast att dricka 3 av 7 liter. Närmaste målet låg 17 km österut från startpunkten. Det norska laget tog sig först till civilisationen och det svenska laget möttes i utslagningstävlingen som förlorades av Anna. Första duellen vanns i ordning av Ara och Peter och andra av Patrik.

#### Program 7
Det sjunde programmet sändes 20 maj i Norge och 23 maj 2017 i Sverige. Startpunkten var i Nepalesiska Bhabhar-skogen, Nepal. Norge fick 30 minuters försprång efter vunnit en stafettävling.  Närmaste målet låg 18 km sydost från startpunkten. Det norska laget tog sig först till civilisationen och det svenska laget möttes i utslagningstävlingen som förlorades av Peter. Första duellen vanns i ordning av Patrik och andra av Ara.

#### Program 8
Det åttonde programmet sändes 27 maj i Norge och 30 maj 2015 i Sverige. Startpunkten var i Nepal. De tävlande började med en utslagningstävling som vanns i ordning av Patrik, Vibeke och Knut. Anette vann sen en ny utslagstävling mot Ara. I finalen var uppdraget att gå så långt söderut som möjligt i fyra timmar då de ska skriva ner hur långt de tror de gått. Deltagarna tävlade om få försprång, tävlingen vanns i ordning av Knut, Anette, Patrik och Vibeke. Den tävlande som var bäst i varje delmoment fick fem poäng, därefter tre, två och ett poäng. Poängen delades i tre grupper, den som gick längst, den som gissade bäst hur långt den gick och hur många grader rätt den gick. Vinnare blev Knut med 13 poäng.
| Namn   | Längd   | Beräknad längd | Grader | Poäng |
| ------ | ------- | -------------- | ------ | ----- |
| Anette | 12 km   | 12 km          | 12°    | 8     |
| Patrik | 16,4 km | 20 km          | 6°     | 7     |
| Vibeke | 16,9 km | 11 km          | 20°    | 5     |
| Knut   | 17,4 km | 17 km          | 3°     | 13    |